# Palestro
Palestro (Palèstar in dialetto lomellino) è un comune italiano di 1 860 abitanti della provincia di Pavia in Lombardia, al confine con le province di Vercelli e Novara.
Nota per la celebre battaglia di Palestro, avvenuta durante la seconda guerra d'indipendenza, è ricordata per questo evento da numerosissime piazze e vie delle città italiane - tra queste, anche via Palestro a Milano che fu teatro del brutale attentato di Cosa nostra del 27 luglio 1993.
Situato in Lomellina, a pochi chilometri da Novara e Vercelli, è il comune più occidentale della Lombardia.

## Storia
Palestro è una tappa della via Francigena nella Lomellina; il percorso, proveniente da Vercelli, prosegue verso Robbio. A causa di tale posizione nei percorsi dei pellegrini, già in epoca antica rivestiva molta importanza.
Subì le invasioni degli Ostrogoti, dei Longobardi (per citarne alcune).
Il primo cenno storico risale al 999, quando Palestro passò, per volere di Ottone III, al vescovo di Vercelli.
Già in quel periodo era un borgo fortificato: oggi traccia di quell'antico periodo rimane l'imponente torre merlata; dell'esteso Castellazzo, edificato come rocca di confine fra due territori, Vercellese e Lomellina, non rimane nulla. Dalla dominazione dei Visconti (1335 - 1452) passa ai Borromeo; nel 1500 cade sotto la dominazione Spagnola.
Il 29 settembre 1614 Carlo Emanuele I di Savoia fece bruciare Palestro, per vendicare l'incendio di Caresana, perpetrato, qualche giorno prima, dagli spagnoli di Hinojosa.
Dal 1714 il paese entrò a far parte dell'Impero d'Austria.
Dal 1735 ha seguito la storia dei dominii di casa Savoia.

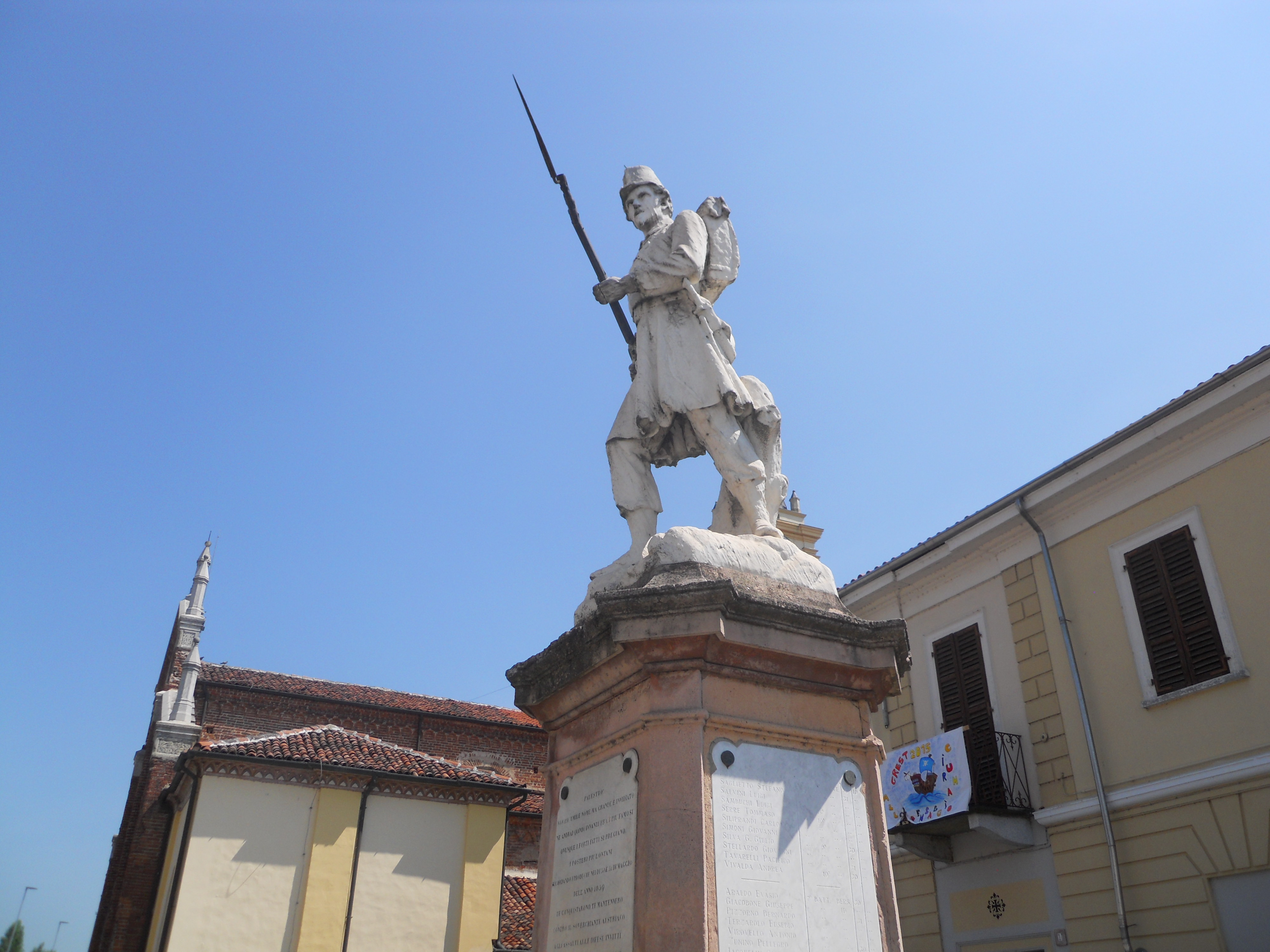
Monumento ai soldati Zuavi nel centro di Palestro

Palestro è famosa per l'omonima battaglia, il 30 e 31 maggio 1859, durante la Seconda guerra d'indipendenza italiana, prima vittoria dell'esercito franco-piemontese sulle truppe austriache.
I tragici eventi di quei giorni sono ricordati negli annali storici e dal monumento-ossario (inaugurato il 28 maggio 1893, restaurato nel 2011), che raccoglie ciò che resta dei caduti. Ogni anno, l'ultima domenica di maggio si celebra l'anniversario della battaglia. 

Inoltre in onore della battaglia il trentino Domenico Bassetti chiamò Palestro una città che fondò nell'Algeria francese e che era inizialmente popolata da coloni italiani: oggi il centro abitato è noto come Lakhdaria.

### Simboli
Lo stemma è utilizzato dal Comune anche se privo di un decreto di concessione ufficiale.
In versioni precedenti il palo è stato raffigurato circondato da fronde di palma per ricordare la storica battaglia del 1859.
Il gonfalone è un drappo di azzurro.

## Monumenti e luoghi d'interesse

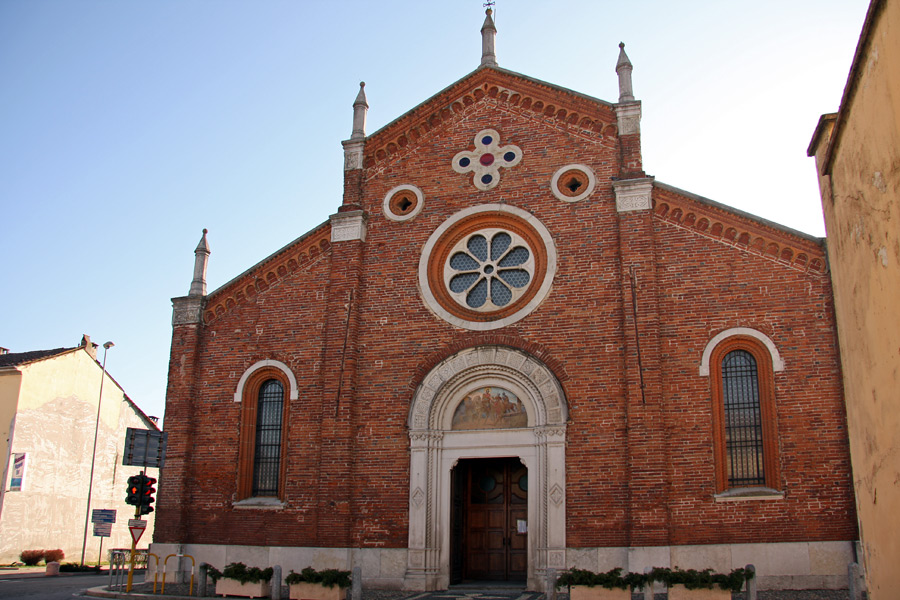
La chiesa parrocchiale

Le antiche origini di Palestro si trovano in documenti che ne attestano l'esistenza già nell'anno 999 d.C.; è datata all'anno 1006 l'esistenza della chiesa parrocchiale di san Martino di Tours che, nei secoli, ha subìto modifiche e rimaneggiamenti, sino all'attuale foggia neogotica, frutto dei restauri ottocenteschi dell'architetto Giuseppe Locarni e di quello fatto negli anni ottanta del Novecento.
Ampi possedimenti ebbero, in Palestro, i Borromeo, feudatari del luogo, proprietari dell'antico castello, di cui rimane solo la Torre, detta anche "dei Visconti".
Nel centro storico si trova anche la chiesa confraternita di san Giovanni Battista, risalente al Seicento; in stile barocco, ha un ampio coro, con scranni riservati ai confratelli.
 Fuori dal centro abitato, sulla strada che conduce a Vinzaglio, si trova il Santuario Madonna della Neve, una piccola chiesa dedicata a Nostra Signora della Neve, cui la popolazione è molto legata.

## Società

### Evoluzione demografica
Abitanti censiti

### Istituzioni, associazioni e enti
Palestro ha un buon numero di associazioni di volontariato che impegnano, in varie attività, una buona parte della popolazione residente. Le principali realtà associative sono la SOMS (Società Operaia di Mutuo Soccorso), nata nell'800; dalla sezione Avis (Associazione Volontari Italiani del Sangue), una delle prime, in provincia di Pavia, per rapporto donatori/abitanti; attira donatori anche dai centri vicini.
Rinomata a livello nazionale e internazionale la banda musicale, Cornfield Marching Band, vincitrice di numerosi concorsi a livello nazionale.
La Confraternita di Santo Spirito organizza, ogni anno, una celebrazione in occasione della festa di Pentecoste.

## Cultura

### Eventi

#### Rievocazione storica
Nell'ultima domenica del mese di Maggio a luogo la tradizionale manifestazione in costume per ricordare la storica battaglia di Palestro all'interno della Seconda Guerra d'Indipendenza.

## Geografia antropica

### Frazione
La frazione di Palestro è unica ed è Pizzarosto, la quale conta circa 60 abitanti e, a differenza di Palestro, si trova sulla riva destra del fiume Sesia; è raggiungibile, via strada, solo transitando da Vercelli (o da Langosco), lungo un percorso di oltre 20 km. Pizzarosto è "salita agli onori della cronaca" nel maggio 2017, quando la locale squadra fantacalcistica, la Pro Pizzarostese di Matteo Serone, ha vinto l'edizione 2016-2017 dell'ULMI Europa League.

## Amministrazione

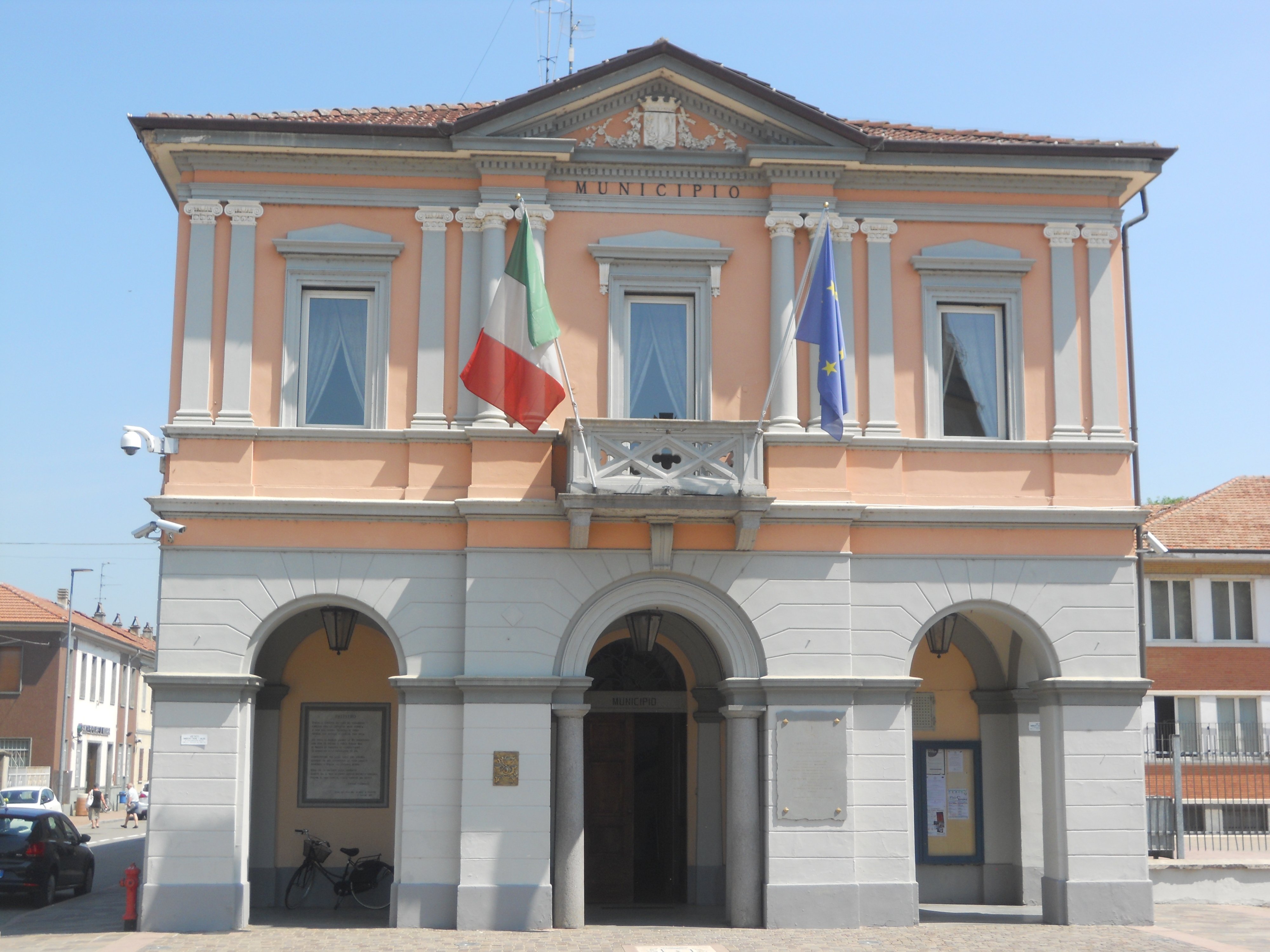
Veduta del Municipio

Il sindaco è Paola Franzo, architetto, a capo della lista civica Sostenere Palestro la COLONNA 

### Gemellaggi
- Montebello della Battaglia, dal 1984